# Kaya (Burkina Faso)
Kaya è un dipartimento del Burkina Faso classificato come città, capoluogo della provincia di Sanmatenga e della regione di Kuilsé.

## Geografia antropica

### Suddivisioni amministrative
Il dipartimento si compone del capoluogo Kaya e di altri 70 villaggi: 
- Arouem
- Bakouta
- Bandaga-Mossi
- Bandaga-Naba-Peulh
- Bandaga-Peulh
- Bangassé
- Baobokin
- Basbériké
- Basnéré
- Bendogo
- Bissiga
- Bissiguin
- Dahisma
- Damané
- Dapologo
- Dasmesma
- Delga
- Dem
- Dembila-Mossi
- Dembila-Peulh
- Dondollé
- Fanka
- Foulou-Yarcé
- Foura
- Gâh
- Gantodogo
- Gouguin
- Goulguin-Yarcé
- Ilyalla
- Iryastenga
- Kalambaogo
- Kamsaogo
- Kankandé
- Konéan
- Konkin
- Kougouri
- Koulogo
- Koutoula-Yarcé
- Légouré
- Loundogo
- Namsigui
- Napalgué
- Niangado
- Nongfaïré-Bangré
- Nongfaïré-Mossi
- Oualga
- Pampa
- Paspanga
- Pousdem
- Roaguin
- Roumtenga
- Sanrgo
- Sanrgo-Peulh
- Sian
- Silga
- Silmiougou
- Songodin
- Sorogo
- Tampèlga-Yarcé
- Tangasgo
- Temmiga
- Tibtenga
- Tiffou
- Toécé
- Tougouri
- Zablo
- Zandogo
- Zingdnogo
- Zorkoum
- Zoura